# Kula Norinska (utvrda)
Kula Norinska je monumentalna utvrda iz 16. stoljeća, uz rijeku Neretvu, nasuprot ušća pritoke Norin po kojoj kula nosi ime, a tik uz magistralnu cestu na ulazu u grad Metković. Zaštićeno je kulturno dobro.

## Povijest
Povijest Kule Norinske predstavlja i povijest cijele doline Neretve. Radi svoje znamenitosti i povijesne uspomene, naselje koje je nastalo s druge strane Neretve prozvalo se upravo po njoj — Kula Norinska, a danas je sjedište i istoimene općine. O važnosti Kule svjedoči i podatak da je ona bila na starom grbu nekadašnje općine Opuzen, pod koju je administrativno pripadala, a i danas se nalazi u grbu grada Opuzena. Kula je podignuta kao branič Turskog carstva od upada venecijanskih brodova u Neretvu. U vojne svrhe korištena je do 19. stoljeća kad je pretvorena u vjetrenjaču, a danas je vrijedni spomenik kulture, nažalost dosta zapušten i obrasla bršljanom.

### Tursko carstvo
Ne zna se precizno godina kada je Kula sagrađena, ali se zna da je građena oko 1500. godine, odmah po dolasku Turaka u dolinu Neretve.
Kraj četrnaestog i početak petnaestog stoljeća predstavlja kraj slobodnih država jugoistoka Europe i provalom Osmanlija kršćanski narodi s tih prostora postaju tursko ropstvo. Godine 1453. Osmanlije osvajaju slavni Carigrad i od tada se još slobodnije kreću na balkanskom poluotoku. Sultan Mehmed II., koji je oborio Carigrad i hvalio se da je "dva carstva i dvanaest kraljevina srušio, a dvije tisuće gradova osvojio", 1463. godine zauzima i Bosnu. Devetnaest godina kasnije, 1482. godine pod njegovu vlast pada i Hercegovina. Potom su Turci 1483., godinu dana iza pada Hercegovine, preoteli i porušili Brštanik (tvrđavu kraj današnjeg Opuzena, danas zvanu Gradina). Tu je tvrđavu sagradio bosanski kralj Tvrtko i prodao je kasnije Dubrovčanima.
Ubrzo potom pala je i cijela današnja neretvanska dolina i pridružena Hercegovačkom sandžaku, a 1499. godine i cijelu tadašnja neretvanska krajinu s Makarskom. Tada se neretvanskom krajinom nije zvala samo dolina Neretve, nego čitav predio od Neretve do Cetine, po nekadašnjoj samostalnoj srednjovjekovnoj Neretvanskoj kneževini. Krajina je bila u rukama hrvatsko-ugarskih kraljeva do 1440. godine, kada je Stjepan Vukčić Kosača, gospodar Hercegovine, oduzima hrvatskom kralju i drži je samo dvanaest godina. 1452. godine krajinu osvajaju Mlečani i drže je u posjedu sve do osvajanja od Turaka.
Kao za sve krajeve koji su pali pod Turcima, nastali su teški dani i za Neretvu. Turci nisu štedjeli kršćane, te su i u Neretvi mnoge pogubili, a mnogi su pobjegli na razne strane, osobito u primorje i na otoke. Znajući da je Neretva prirodni ulaz u Hercegovinu i Bosnu, Turci su se upravo izgradnjom Norinske kule pobrinuli da ovaj prolaz utvrde i tako neprijatelju zatvore ulaz s mora. Ova jaka utvrda izgrađena usred neretvanske doline, na samom ušću gdje je pritok Norin ulazio u tadašnji tok Neretve. Na tom mjestu je Kula imala neosvojiv obrambeni položaj.

### Kula Norinska u turskom putopisu
Tko ju je napravio i kakva je izgledala opisuje turski putopisac Evlija Čelebija, koji je nekoliko puta proputovao cijelo tursko carstvo, a kroz Bosnu i Hercegovinu prošao je dva puta i to 1660. i 1665. godine. Opis Kule Norinske pisan je u putopisnim bilješkama iz drugog putovanja, 1665. Evo njegova opisa:
| „                        | Idući odavdje (iz varoši Gabele zvane Čitluk) jugu kraj rjeke dođosmo za tri sata gradu Noninu. I ovo je građa Kodža Mustapaše, a ima kao galatske kule u Stambolu sedam katova, a Kula je nenadkriljiva kao Seddedova zgrada. Ima jedna mala vrata koja se jugu otvaraju. Rijeci se silazi stepenicama niz litice, a vrata svaku noć su zatvorena. Ćuprija na jarku, istesanom iz litice, diže se koloturom i prislanja uz duvar Kule. Topovi izježili. se na sve strane. Junaci, koji su tu zatvoreni, ne izlaze nikuda. U moru (rijeci?) stoje danju i noću tri lađe spremne, a svako jutro i svaku noć, kada nema čuvara, ukrcavaju se i idu na plijen. Kad sam ja ovdje bio, dadoše mi jednu odaju i prostriješe i rekoše: »Mi idemo na četu namijenivši za Evliju Agu.« Tek digoše sidra i oružani junaci ukrcaše se. Dok smo mi tvrđavu iznutra i izvana razgledali, bude ićindija (predvečerje), kad ugledasmo kako dolazi oborenih barjaka jedna puleska lađa s čamcima. U njoj bijaše 20 zarobljenika, a krcata soli, goveda, čohe, svile, meke vune, bibera zendjebila i različitih stvari i odjeće. Došavši ispališe salvu topola i pušaka te se veseljahu. Od plijena dadoše i meni dio. »Tvoja sreća očevidna je aga«, našališe se, »ostani još nekoliko dana.« Njih je ranjeno samo dva momka, a ovima dadoše po dva dijela. Ova se Kula nalazi na hrbtu jedne stijene, gdje se rijeka Neretva ulijeva u mletački zaljev; okrugla je tvrđava od sedam katova sa topovima, jednom džamijom, a ima u njoj hrane i džebane. U ove Kule ima pod satom jedan ćošak za promatranje odakle se vidi otok Pulja (?). S onu stranu rijeke od ove tvrđave stanuju i dandanas nesavladani stanovnici grada Ljubuškoga. Oprostivši se sa svim turskim prvacima stigosmo za dva sata opet u varoš Gabelu. | ” |
| — Evlija Čelebija, 1665. | |   |

Iako ovaj opis Kule sa sedam katova ne odgovara današnjem stanju, u narodnoj predaji postoji i priča da su dva kata Kule utonula u močvarno tlo, a postoji i teorija da su gornja dva kata srušena što zbog oštećenja, a što zbog stvarne opasnosti od potonuća Kule.
Kula je radi svog posebnog položaja i dobre opskrbe vojskom i oružjem bila pravi strah i trepet kršćana, a branik i straža turskih posjeda. Izgledala je upravo neosvojiva. Evlija Čebalija navodi da je njezin graditelj "Kodža Mustapaša Ušćuplija (Skopljak), zapovjednik vojske sultana Mehmeda I. u Bosni".

### Mletačka Republika
Porazom pod Bečom 1683. godine i protjeravajem iz Ugarske i Slavonije, počinje pad Turskog crstva na balkanskim prostorima. Ove pobjede ohrabrile su i potlačeni narod, koji je u Dalmaciji pokrenuo bunu za oslobođenje, oslonivši se na mletačko predvođenje, dok je glavninu vojske sačinjavalo domaće stanovništvo. Kraj za krajem prognjao je Turke i stjecao slobodu. Ubrzo je bilo oslobođeno čitavo primorje do Neretve, a godine 1685. pade i neosvojiva Kula Norinska i podigne se na njoj mletački barjak.
Turci su i u svojim porazima bili okrutni, a posebno su stradavali kršćanski svećenici, koji su dizali narod na uzbunu i bodrili ga u borbama. Tako u starim samostanskim knjigama, tadašnji kroničari bilježe da su u ovom kraju i to upravo oko Kule Norinske, pogubljeni, kako oni pišu franjevci "Neretvani": 
- fra Petar Matić, ubijen kod Kule i pokopan u Bobalju (brdašce nad selom Kulom Norinskom);
- fra Mate Nadnanović;
- fra Jozo Tvrtković iz Bagalovića, ubijen kod Kule dok je ispovijedao;
- fra Petar Vardašević, kome odrubiše glavu kod Norina
- fra Bono Vardašević, koji je bio prvi župnik u Kuli nakon njenog osvajanja.

### Legenda o osvajanju "Kule od Norina"
O osvajanju Kule tadašnji kroničari pišu kako su se 40 "primoraca" u dogovoru s Mletačkim providurom Petrom Valierom sakrili pola milje od Kule, a jedan od njih kojega je aga iz Kule poznavao, približio se Kuli izazivajući agu, da će mu dati neke darove. Aga se polakomi i dok je otvatao vrata Kule taj primorac se uvuče unutra. Turci ga ipak uspjeli izbaciti, ali dok su za njim zatvarali vrata, primorac podmetne ruka između zida i vrata, te ostali primorci uspiju provaliti u Kulu gdje su sasjekli na komade sve koje su našli unutra. Tada im se pridruži i mletačka vojska pod upravom generalnog providura Petra Valiera i zauzmu "Kulu od Norina".

### Fra Andrija Kačić Miošić o osvajanju Kule
izvorni tekst na WikIzvoru: Cijela pjesma o osvajanju kule od Norina na Wikiizvoru

Narodni pjesnik fra Andrija Kačić Miošić u svojoj pjesmi o zauzeću Kule, opisuje da su prije mletačkog zauzimanja kule brodovim s 40, to učinilo 5 junaka, i to imenom: Toma Kusturić i Jakov Zmijarević iz Jezera, Grgur Damić Bogunović iz Baćine i Cvjetko Bilas iz Lavčanja (Gradac). Na čelu im je bio serdar Nikola Vladimirović iz Jezera. Oni su zauzeli Kulu za vrijeme dok su Turci bili u Gabeli na slavi Bajrama, i za svoje junaštvo bili su nagrađeni od dužda mletačkog Marka Antuna Justinijanija (Marcantonio Giustinian). A o snazi i moći tadašnje Kule govore njegovi stihovi:
| „                                                                                     | Da je komu poslušati bilo što govori Korner đenerale1 na divanu u Splitu bilomu u početku rata od Morije2: »Evo ima dvi godine dana da vojujem i da bojak bijem: gradove sam mnoge osvojio i carevu zemlju porobio, al mi osta kula od Norina, kojoj nema slike ni prilike u svoj zemlji cara silenoga ni našeg dužda mletačkoga...« | ” |
| — fra Andrija Kačić Miošić: "Razgovori ugodni naroda slovinskoga", 116. pjesma, 1759. | |   |

1 (Girolamo Cornaro, mletački generalni providur Dalmacije)
2 (Morejski ili Bečki rat protiv Osmanskog carstva, počeo je nedugo nakon turskog poraza pod Bečom 1683. i završio Karlovačkim mirom 1699.)

### Ponovno tursko osvajanje Kule
To je bilo prvo osvajanje Kule od Mlečana, ali već sljedeće godine (1686.) paša Hercegovine okupio je vojnike koji su mu bili dostupni i uputio se osvojiti nazad Norinsku kulu. Predaja kaže da je straža Kule bila je malobrojna, ali se ipak junački oduprla, te na taj način izmorila i oslabila neprijatelja. Nakon nekoliko dana otpora malobrojna straža zapali već pripremljene mine u zidu i kroz napravljene rupe pobjegnu i ostave Kulu. Tako se Kula opet vratila u turske ruke.

### Drugo Mletačko zauzimanje
Dvije godine potom, 1688. opet je mletačka vojska odlučila zauzeti Kulu, ovaj put su krenuli pod upravom generala Cornera na galijama u Neretvu. Kako su Mlečani napali Kulu topovskom paljbom, Turci su brzo pobjegli iz Kule, vidjevši da se neće moći obraniti, ali su ih Mlečani sustigli, zarobili zapovjednika, a ostale pobili. I to je bio kraj turskih posjedovanja Kule.
Ovaj događaj je bio od velike važnosti, jer je od tada donja Neretva bila potpuno slobodna i od tada počinje ponovno naseljavanje što povratnika i drugih iz primorja, što izbjeglica iz drugih krajeva, koji su bježali od turske torture. Važnost zauzimanja Kule je i u oformljenju jakog uporišta za planiranje konačnog zauzimanja turskog središta na Neretvi, grada Čitluka (Gabela).

### Francusko Carstvo
Kada je 1797. godine pala Mletačka Republika pred Napoleonom, Dalmacija je došla u vlast Francuskog carstva. Dekretom cara Napoleona od 14. studenog 1811. vodstvo Kule Norinske povjereno je Frani Nonkoviću (potomak Nikole Nonkovića, serdara neretvanske krajine, koji je u ove krajeve prebjegao iz Hutova u Hercegovini oko 1685. god. i nastanio se u Opuzenu).

### Austrijsko Carstvo
Nakon Napoleonovog poraza, vojska Austrijskog Carstva počele su postepeno ulaziti u Dalmaciju, te su 1813. godine došli i u Opuzen, gdje je austrijski zapovjednik major Marojević piše 30. studenog 1813. iz Opuzena Frani Nonkoviću "zapovjedniku Kule Norinske" i poziva ga da mu preda Kulu. Frano Nonković iz Kule odgovara pismom 2. siječnja 1814.: "Pod svaku cijenu vojnička dužnost ne samo da mi ne dopušta, da predam Kulu, već mi priječi svako daljnje ovakovo dopisivanje."
I tako je još punih šest mjeseci Kula bila u rukama francuskog pristaše Frane Nonkovića. Tek nastojanjem svećenika franjevaca iz Zaostroga i svoje obitelji Frane Nonković ostavi Kulu, ali prije toga potopi topove u Neretvu, a spise, kasu i zastavu zakopa u gabeoskoj tvrđavi, te Kula dođe u vlast Austrije.

### Vjetrenjača
Kula je služila u vojničke svrhe još za vrijeme okupacije Bosne i Hercegovine, a kasnije su je austrijske vlasti stavile na dražbu, te ju je kupio unuk Frane Nonkovića, Niko Nonković, koji je Kulu preuredio u mlin na vjetar.

## Kula Norinska danas
Tako je ova nekoć slavna i odlučujuća Kula izgubila svoju negdašnju moć, slavu i svoj sjaj. Već cijelo prošlo stoljeće kula je napuštena, a povodom Svete godine 1933./1934., 200. godišnjice župe Metković i 250. godišnjice od kada je kula pod hrvatskom vlašću, narod neretvanske doline stavio je na Kulu veliki bijeli križ i spomen-ploču za koju je natpis sastavio don Frane Bulić:
Blagoslov križa i svečano slavlje obavljeni su tek 30. rujna 1935., jer za vrijeme Šestosiječanjske diktature to nije bilo dopušteno.